# Vaga de llogaters de 1907
La Vaga de llogaters o vaga de les escombres de 1907 va ser un moviment popular contra la pujada dels lloguers a les cases de llogaters de Buenos Aires i altres ciutats argentines, popularment denominades conventillos. La vaga es va iniciar l'agost de 1907, va durar aproximadament tres mesos i van participar en el moviment més de cent "inquilinatos". Amb 32 mil obrers en vaga. Va tenir una important presència d'activistes anarquistes i socialistes.

## Antecedents

### Argentina a inicis del segle XX
L'Argentina agroexportadora, sustentada en una economia oberta, conforma cap a 1880, el seu mercat i el seu Estat Nacional. Es converteix en un país receptor de capital extern i d'immigració massiva, principalment, italians i espanyols, els qui arriben a proveir mà d'obra abundant i barata, per a la transformació agrària. Produint al mateix temps, un procés d'urbanització creixent.
Entre 1895 i 1905 el creixement vegetatiu de la ciutat de Buenos Aires aconseguí un 52,5 % i la migració total un 65,5 %, percentatge del qual un 51,8 % pertanyia a no natius. Pel 1900, es calculava que el saldo migratori era d'unes 50.485 persones i el 1907 la xifra pràcticament es duplicà, aconseguint unes 119.861 persones.
La ciutat es va convertir en un important centre d'atracció per a la immigració nouvinguda que, sense poder convertir-se en propietari de la terra, es radicava com a arrendatari o peó en el mitjà rural, o bé s'instal·lava a la capital per participar de la vida econòmica de la ciutat. Després de 1890 el creixement de la població agreujà el problema d'habitatge per als sectors populars, i Buenos Aires s'estendria més enllà de la perifèria, formant nous barris, però la majoria s'instal·laren en conventillos o cases d'inquilinato, que proliferaren a tota la ciutat.
El conventillo, es transformà en l'allotjament obrer més usual i característic. El 1904, el Cens Municipal, indicava que hi havia 11,5 persones per casa a la Capital Federal, gairebé totes elles en un sol pis. L'estadística informava que dels 950.891 habitants de la ciutat, 138.188 viuen en les 43.873 habitacions que componen les 2.462 cases d'inquilinato portenyes; és a dir que, més del 10 % de la població ciutadana s'albergava a conventillos.
Des de 1905, els lloguers van mantenir una tendència alcista i cap a 1907 el preu d'una peça triplicava el de 1870. "Els costos d'habitacions humils eren vuit vegades majors que a París i Londres."

### Condicions de vida alsconventillos
El 1900 els conventillos solien tenir un pati de ciment, banys i algunes dutxes. Entre 20 i 70 persones comptaven amb una sola latrina per atendre les seves necessitats i "les emanacions amoniacals que es desprenien en el seu interior feien experimentar malestar i llagrimeigs als quals penetren en elles". Les habitacions eren reduïdes en grandària, amb una escassa ventilació o sense finestres, on vivien fins a 10 persones.
La peça en una casa cèntrica costava al voltant de 20 pesos com a mínim i podia pujar 5 a 7 pesos més amb finestra al carrer. Constituint una part substancial del pressupost obrer.
El 1890, per primera vegada, els inquilins organitzaren una comissió perquè es prenguessin mesurades contra els propietaris. El moviment fracassà llavors, però ressorgí el 1893, quan s'intentà formar una "Lliga Contra els Lloguers", però també en aquesta ocasió la indiferència general acabà per dissoldre-la. De totes maneres l'alça gairebé constant dels lloguers generà, el 1905, la inusual proposta conjunta d'anarquistes, socialistes i sindicalistes, els qui redactaren un manifest en el qual proposaren la formació d'una lliga contra la carestia de la vida, que finalment no arribà a concretar-se.
Des d'aquí i per mitjà de l'acció de subcomissions, propaganda i conferències, s'intensificà la prèdica contra l'alça gairebé contínua de lloguers i càrregues impositives que delmaven el salari dels obrers.

## Vaga de 1907

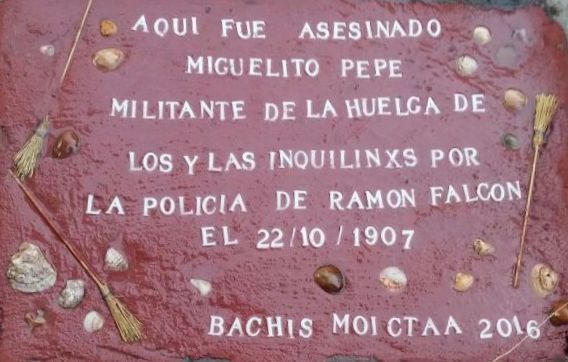
Rajola en homenatge a Miguel Pepe, única víctima fatal de la vaga dels inquilins, 1907

El 1906 la Federació Obrera Regional Argentina (FORA) va liderar la campanya per la rebaixa dels lloguers i va conformar la Lliga de Lluita contra els Alts Lloguers i Impostos. L'agost de 1907 a través d'un Decret municipal va haver-hi un augment impositiu que va ser traslladat al preu de les habitacions situades en els conventillos. A partir d'aquest context, el conventillo del carrer Ituzaingó es va declarar en vaga, refusant-se a pagar el lloguer. Els vaguistes van formar un comitè central en cerca de noves adhesions, rebaixa de treball a 8 hores diàries i un augment del salari. Per a principis d'octubre de 1907 al voltant de 1000 conventillos es van declarar en vaga, i el moviment es va expandir per les ciutats de Rosario i Badia Blanca. A conseqüència de la repressió va ser assassinat el militant anarquista Miguel Pepe per la policia sota les ordres del Cap de la Policia Ramón Falcón.
La Vaga dels Inquilins va ser una de les manifestacions més importants de l'època, marcant un punt d'inflexió en les lluites posteriors pel dret a l'habitatge a Argentina.